# プリンシペ州
プリンシペ州（プリンシペしゅう、ポルトガル語: Príncipe）は、サントメ・プリンシペの二つある州のうちの一つである。州都はサント・アントニオ。人口は8,780人（2020年推定）で、総人口の4パーセントほどを占める。領域にはプリンシペ島と、その周囲のペドロ・ダ・ガレ島、ボンボン島、カロス島、及びペドラス・ティンボラス諸島等の無人島も含まれている。
1995年4月29日、基礎自治体から自治政府を持つ自治州となった。

## 下部行政区画
- パグエ県(Pagué) - 1県でプリンシペ州全体を構成する